# Pinsà de Sillem
El pinsà de Sillem (Carpodacus sillemi) és una espècie d'ocell de la família dels fringíl·lids (Fringillidae) conegut per dos individus col·lectats en 1929 a l'oest de la Xina. Van tornar a ser albirats (i fotografiats) en 2012.